# Auto Union-racerbil
Auto Union P-Wagen är en tävlingsbil, tillverkad av den tyska biltillverkaren Auto Union mellan 1934 och 1937.

## Bakgrund
Sedan Ferdinand Porsche lämnat Mercedes-Benz 1928 kom han tillbaka till sitt hemland Österrike, där han fått anställning hos Steyr-Werke. Krisen efter Wall Street-kraschen slog dock hårt mot små biltillverkare och redan efter ett år stod Porsche åter arbetslös. Med ekonomisk hjälp av Adolf Rosenberger startade han en egen konstruktionsbyrå 1931, men uppdragen var få under den stora depressionen.
1932 började Porsche arbeta på en tävlingsbil för Grand Prix racing enligt den nya 750 kilos-formel som skulle träda i kraft till säsongen 1934. Samma år bildades Auto Union när DKW köpte upp de ekonomiskt försvagade Audi, Horch och Wanderer. Bilarna fortsatte säljas under sina egna namn och ledningen letade efter ett annat sätt att marknadsföra koncernnamnet. Lösningen hette motorsport och genom att köpa Porsches konstruktion skapades Auto Union P-Wagen (med P för Porsche). Dessutom lejde man in Porsche själv för att vidareutveckla bilen.

## Utveckling

### Typ A (1934-35)
Porsches tävlingsbil hade mittmotor och individuell hjulupphängning runt om med pendelaxel bak. Motorn var en V16 med enkla överliggande kamaxlar och två ventiler per cylinder. Motorn var byggd för att ge högt vridmoment redan från låga varvtal, till skillnad från normala tävlingsmotorer, som ger hög effekt vid höga varvtal. Föraren satt långt fram i bilen, med bränsletanken mellan sig och motorn. Kylaren satt längst fram. På tidiga bilar leddes kylarvätskan i rören som utgjorde bilens ram, men på grund av ständiga läckor ersattes den konstruktionen snart med mer konventionella lösningar.
Bilen presenterades i slutet av 1933 som Typ A, med en 4,4-litersmotor. Den gjorde sin tävlingsdebut i maj året därpå.

### Typ B (1935)
En bit in på säsongen 1935 introducerades den förbättrade Typ B. Motorn hade växt till 5 liter och bilen hade fått bättre bakhjulsfjädring.

### Typ C (1936-37)
Den sista utvecklingen blev också den bästa. Typ C dominerade säsongen 1936. Motorn var nu på hela 6 liter. Den starka mittmotorn i kombination med den enkla bakaxeln gjorde bilen omvittnat svårkörd. Men den var samtidigt snabbast på banan.

## Tekniska data
| Tekniska data               | Typ A                                                                 | Typ B                                                                 | Typ C                                                                 |
| --------------------------- | --------------------------------------------------------------------- | --------------------------------------------------------------------- | --------------------------------------------------------------------- |
| Motor:                      | Mittmonterad 16-cylindrig V-motor                                     | Mittmonterad 16-cylindrig V-motor                                     | Mittmonterad 16-cylindrig V-motor                                     |
| Cylindervolym:              | 4358 cm³                                                              | 4956 cm³                                                              | 6010 cm³                                                              |
| Borrning x slaglängd:       | 68 x 75 mm                                                            | 72,5 x 75 mm                                                          | 75 x 85 mm                                                            |
| Max effekt vid varvtal:     | 295 hk vid 4 500 v/min                                                | 375 hk vid 4 800 v/min                                                | 520 hk vid 5 000 v/min                                                |
| Max vridmoment vid varvtal: | 530 Nm vid 2 700 v/min                                                | 660 Nm vid ? v/min                                                    | 853 Nm vid 2 500 v/min                                                |
| Ventilstyrning:             | 1 överliggande kamaxel per cylinderrad                                | 1 överliggande kamaxel per cylinderrad                                | 1 överliggande kamaxel per cylinderrad                                |
| Överladdning:               | 1 Roots-kompressor                                                    | 1 Roots-kompressor                                                    | 2 Roots-kompressorer                                                  |
| Växellåda:                  | 5-växlad manuell                                                      | 4-växlad manuell                                                      | 4-växlad manuell                                                      |
| Hjulupphängning fram:       | Dubbla längslänkar, tvärliggande torsionsstavar, friktionsstötdämpare | Dubbla längslänkar, tvärliggande torsionsstavar, friktionsstötdämpare | Dubbla längslänkar, tvärliggande torsionsstavar, friktionsstötdämpare |
| Hjulupphängning bak:        | Pendelaxel, friktionsstötdämpare                                      | Pendelaxel, friktionsstötdämpare                                      | Pendelaxel, friktionsstötdämpare                                      |
| Fjädring bak:               | Tvärliggande bladfjädrar                                              | Längsgående torsionsstavar                                            | Längsgående torsionsstavar                                            |
| Bromsar:                    | Hydrauliska trumbromsar                                               | Hydrauliska trumbromsar                                               | Hydrauliska trumbromsar                                               |
| Chassi & kaross:            | Stålrörsram med aluminiumkaross                                       | Stålrörsram med aluminiumkaross                                       | Stålrörsram med aluminiumkaross                                       |
| Hjulbas:                    | 285 cm                                                                | 289 cm                                                                | 291 cm                                                                |
| Torrvikt:                   | Ca 825 kg                                                             | Ca 825 kg                                                             | Ca 825 kg                                                             |
| Toppfart:                   | 280 km/h                                                              |                                                                       | 340 km/h                                                              |

## Tävlingsresultat

### Grand Prix 1934
Till säsongen 1934 mönstrade Auto Union-stallet bland andra Hans Stuck och Hermann zu Leiningen. Stallet gjorde sin Grand Prix-debut vid Avusrennen i maj. Stuck ledde större delen av tävlingen, men fick bryta med trasig koppling. Senare under säsongen stod Stuck för stallets tre segrar.

### Grand Prix 1935
Säsongen 1935 kom Achille Varzi och Bernd Rosemeyer till stallet. Varzi tog A-modellens sista seger och även en seger med B-modellen. Stuck och Rosemeyer tog var sin seger.
Denna säsong infördes ett europeiskt förarmästerskap, där resultaten från tävlingarna i Belgien, Tyskland, Schweiz, Italien och Spanien räknades. Stuck slutade trea och Rosemeyer sexa i mästerskapet.

### Grand Prix 1936
Säsongen 1936 blev Auto Unions stora säsong. Stallet tog sex vinster och Bernd Rosemeyer blev europamästare, med Stuck på andra och Varzi på fjärde plats.

### Grand Prix 1937
Till säsongen 1937 ersattes Varzi av Luigi Fagioli. Stallet tog sex vinster även detta år, men EM dominerades av Mercedes-Benz. Stuck fick nöja sig med femte plats, Rosemeyer blev sjua.